# Верхня Полтавка
Верхня Полтавка — село,Константинівського району Амурської області Росії.
Свою назву населений пункт одержав від переселенців з Полтавської губернії.

## Населення
| 2002 | 2010 | 2012 | 2013 | 2014 | 2015 | 2016 |
| ---- | ---- | ---- | ---- | ---- | ---- | ---- |
| 827  | ↘713 | ↘710 | ↘686 | ↘673 | ↘657 | ↘649 |
| 2017 | 2018 |      |      |      |      |      |
| ↘639 | ↘635 |      |      |      |      |      |